# Movimento Reichsbürger

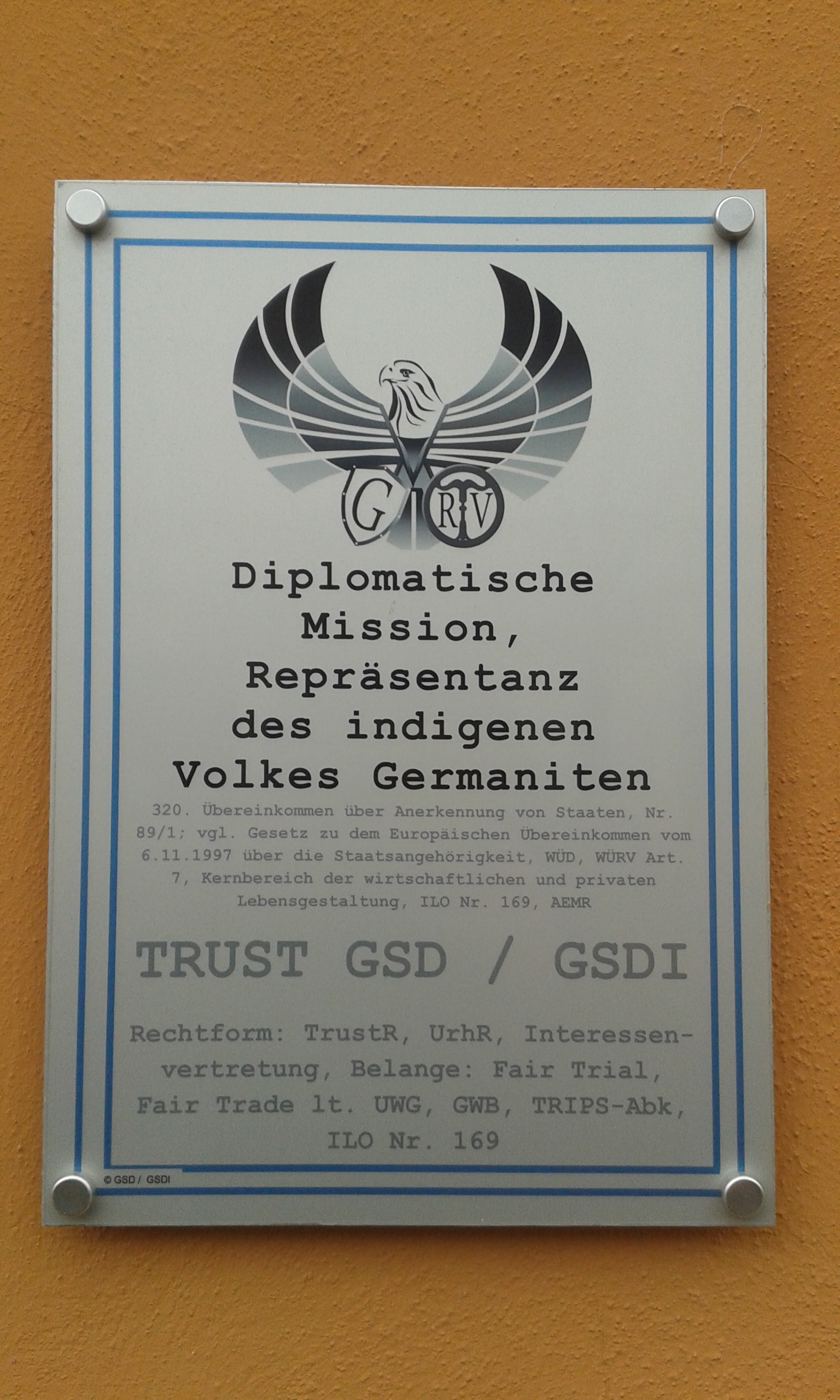
Autoproclamata "missione diplomatica" della Germania.

Il Reichsbürgerbewegung (lett. "movimento dei cittadini del Reich") è un termine con cui viene indicata una galassia eterogenea di singoli individui e di vari piccoli gruppi di estrema destra, i cui membri si autodefiniscono come Reichsbürger (lett. "cittadini del Reich").

## Natura
Di ideologia fondamentalmente antisemita, revisionista e antidemocratica, tale galassia è accomunata dal rifiuto della legittimità del moderno Stato tedesco, la Repubblica Federale di Germania, considerata uno stato di occupazione imposto dalle tre potenze vincitrici occidentali. Essi sostengono invece che continui a esistere il Deutsches Reich, nome ufficiale dello Stato tedesco usato dal 1871 al 1945.
L'instaurazione della Repubblica federale di Germania è spiegata attraverso teorie del complotto, spesso di matrice antisemita. I Reichsbürger sostengono inoltre che il Reich tedesco continui a esistere nei suoi confini precedenti alla seconda guerra mondiale. Di conseguenza si rifiutano di pagare le imposte e di riconoscere le leggi e le istituzioni della Repubblica federale. Alcuni di essi hanno formato un proprio Kommissarische Reichsregierung (KRR, "Governo provvisorio del Reich" o "Governo commissariale del Reich"), o Exilregierung ("governo in esilio"). Esistono diversi KRR in competizione tra loro, ognuno dei quali sostiene di governare tutta la Germania. 
Oltre a tali elementi comuni i Reichsbürger sono un movimento eterogeneo al proprio interno: a correnti esplicitamente neonaziste, si affiancano anche correnti esoteriche o monarchiche.

## Storia

### La ricostituzione del "Deutsches Reich" nell'estrema destra tedesca dopo il 1945
La richiesta della ricostituzione del Deutsches Reich nei confini del 1937 da parte dell'estrema destra tedesca risale già al 1945 ed è pertanto più antica della stessa Bundesrepublik. Una delle principali richieste di tali gruppi fu infatti sin da subito la cessazione dell'occupazione della Germania da parte delle quattro potenze alleate vincitrici, vista come illegale, in assenza del trattato di pace previsto nella Conferenza di Potsdam. Di conseguenza, tutti coloro che accettarono di operare all'interno dei due nuovi stati sorti dopo l'occupazione, la Repubblica Federale Tedesca e la Repubblica Democratica Tedesca, vennero visti come traditori, anche perché accettavano la perdita dei territori orientali ceduti a Polonia e Unione Sovietica. Anche gli ordinamenti politici introdotti in tali stati venivano naturalmente rifiutati, e al posto dell'ordinamento democratico della RFT veniva propugnata la costituzione di uno stato forte che combattesse i nemici esterni ed interni della Germania. Uno dei primi gruppi politici a sostenere tali tesi fu il Sozialistische Reichspartei (lett. "partito socialista del Reich"), che si autorappresentava come un "movimento di resistenza" nazionale contro la divisione della Germania, la Repubblica federale e gli altri partiti. Dopo la messa al bando del partito nel 1952, i suoi membri confluirono in altri partiti di estrema destra come il Deutsche Reichspartei e il Partito Nazionaldemocratico. Se negli anni Cinquanta rimasero estremamente minoritarie, nella seconda metà degli anni Sessanta tali posizioni trovarono maggiore eco, quando riuscirono a intercettare parte dell'opposizione alla Ostpolitik dei governi Brandt, mentre con la riunificazione tedesca e il Trattato sullo stato finale della Germania, hanno perso forza.
Nel filone dell'estrema destra tedesca tradizionale va inquadrata anche l'attività del terrorista Manfred Roeder, che nel 1975 dopo aver tentato invano di ottenere la collaborazione di Karl Dönitz (ultimo capo di stato del Terzo Reich), autoproclamò in una manifestazione un "Reichstag di Flensburg" e più tardi venne proclamato all'interno del proprio gruppo terroristico "reggente imperiale".

### Ebel e la nascita dei "Reichsbürger"
La Kommissarische Reichsregierung originale fu fondata nel 1985 da Wolfgang Gerhard Günter Ebel (1939–2014), un ex sovrintendente al traffico della Deutsche Reichsbahn a Berlino Ovest. Ebel, che si autoproclamò Reichskanzler ("cancelliere del Reich"), prendendo in prestito il titolo usurpato e il nome della sua organizzazione dalle denominazioni ufficiali degli organi del governo del Reich nel periodo precedente al 1945. Secondo Ebel, il KRR fu fondato per ordine dell'Alto Comando Alleato, il cui inviato gli avrebbe dichiarato che il Reich tedesco continuava a esistere, ma era occupato e non aveva né un trattato di pace né una guida politica.
Ebel e il suo gruppo offrirono corsi a pagamento sulla loro visione della situazione giuridica e vendettero "documenti del Reich" autoprodotti. I procedimenti giudiziari contro Ebel per usurpazione di ufficio, abuso di titolo e minacce di morte dovettero essere archiviati perché non era colpevole. Ebel fu in seguito considerato mentalmente squilibrato e non idoneo a essere perseguito, ma il suo ragionamento legale divenne "uno stile per tutti i successivi imitatori".
Sebbene Ebel abbia espresso il suo rifiuto del nazionalsocialismo, il politologo Jan Rathje riconosce nelle richieste del KRR alcuni elementi dell'ideologia estremista di destra. Ad esempio, il KRR chiedeva un "Secondo Reich tedesco" entro i confini del 31 dicembre 1937, violando così il confine Oder-Neiße in modo storicamente revisionista. Ebel formulò anche teorie cospirative con connotazioni antisemite, ad esempio sostenendo e insinuando che Helmut Kohl fosse massone e di fede ebraica, e vedendo la Repubblica Federale come una copertura per una cospirazione "giudaico-massonica".
Alcuni dei membri del suo "gabinetto", in seguito, non si accordarono con Ebel e istituirono governi provvisori con nomi come Exilregierung Deutsches Reich o Deutsches Reich AG (quest'ultimo avente sede in Nevada, Stati Uniti). Il termine "Kommissarische Reichsregierung" (KRR) è usato per descrivere uno dei gruppi formativi del Movimento dei Cittadini del Reich, nonché numerose organizzazioni indipendenti successive. D'altra parte, il termine è usato anche come sinonimo delle organizzazioni dei Reichsbürger in generale. Il governo commissariale del Reich va distinto dai precedenti governi commissariali del Reich che esistevano prima della fondazione della Repubblica federale di Germania. 
I KRR si impegnano in attività come l'emissione di valuta e francobolli, oltre a promuoversi attraverso Internet e altri media. Laddove il numero dei loro aderenti lo consente, emulano anche le istituzioni "ristabilite", come i tribunali o i parlamenti, della Repubblica di Weimar o dei precedenti Stati tedeschi. Nei KRR esistono Reichstag restaurati, ministri del Reich, governi statali e i rispettivi Reichsgericht.

## Indagine penale
Nati negli anni ottanta e rafforzatisi a partire dagli anni 2010, secondo le stime dei servizi segreti tedeschi il numero di aderenti al movimento dei Reichsbürger sarebbe all'incirca 21.000 persone.
Il 7 dicembre 2022, le autorità tedesche hanno disposto la perquisizione e l'indagine di 52 esponenti, di cui 25 arrestati, dell'organizzazione terroristica Patriotische Union, guidata da Heinrich Reuss, riconducibile ai Reichsbürger, con l'accusa di stare pianificando un attacco al Bundestag, il parlamento federale tedesco e altre azioni eversive. «La classe dirigente tedesca ha reagito con angoscia ai disegni golpisti del gruppo», temendo che le correnti eversive penetrino nelle istituzioni con sempre maggiore disinvoltura.